# 下博洛特涅
48°15′59″N 23°5′42″E / 48.26639°N 23.09500°E
下博洛特涅（烏克蘭語：Нижнє Болотне）是烏克蘭西部的村莊，隸屬外喀爾巴阡州的胡斯特區。該村始建於1351年，面積2.73平方公里，海拔高度152米，2001年人口1,278，人口密度每平方公里470人。